# Amenoreja
Amenorêja (gr.: a = brez + menos = mesec + rhoe = reka) pomeni odsotnost oziroma izostanek mesečnega perila (menstruacije) in je ena najpogostejših motenj menstrualnega ciklusa. Amenoreja je normalen pojav v otroštvu (pred menarho), v nosečnosti, med dojenjem in po menopavzi – v teh primerih govorimo o fiziološki amenoreji. Ločimo primarno amenorejo, kjer ženska še nikoli ni imela menstruacije, ter sekundarno amenorejo, ko je ženska v preteklosti že imela menstruacijo in je izostala.

## Vzroki
- manjkanje ovulacije (anovulacija)
- hormonske motnje, npr.: 
  - adrenogenitalni sindrom
  - prekomerna tvorba androgenov
  - prekomerna tvorba kortizola
  - prekomerna tvorba prolaktina
  - nezadostno delovanje skorje nadledvičnice
  - nezadostno delovanje ščitnice
- bolezni možganskega priveska
- genske bolezni
- presnovne motnje
- anatomske abnormalnosti
- obsežne spremembe v telesni teži (npr. anoreksija).